# Gonomyia (Leiponeura) recurvispina
Gonomyia (Leiponeura) recurvispina is een tweevleugelige uit de familie steltmuggen (Limoniidae). De soort komt voor in het Australaziatisch gebied.